# Girolamo Priuli (naplóíró)
Girolamo Priuli (1476–1547) velencei kereskedő és bankár, naplója rendkívül fontos forrás a levantei kereskedelem szempontjából kiemelkedő fontosságú eseményről: a keleti útnak a portugálok által történt felfedezéséről, amely döntő mértékben járult hozzá Velence lehanyatlásához.

## Naplója
Priuli 1494 áprilisától kezdve vezetett naplót 1512 júliusáig. A nyolc kötetes napló első részét Segre adta ki 1921-ben, a másodikat és a negyediket Cessi 1933-ban, illetve 1968-ben. A harmadik kötet mindmáig nem került elő. 